# Chad Hunt
Chad Hunt (Pseudonym; * 1975 in Wadsworth, Ohio) ist ein US-amerikanischer Pornodarsteller.

## Leben
Nach seiner Schulzeit begann Chad Hunt 2000 als Pornodarsteller in der Pornoindustrie zu arbeiten. 2005 bekam er einen Vertrag beim US-amerikanischen Pornofilmstudio Lucas Entertainment. Hunt gewann mehrere Auszeichnungen in der schwulen Pornofilmbranche, unter anderem in mehreren Genres den GayVN Awards. 2006 machte Hunt am Hunter College in New York City seinen Abschluss in Sozialwissenschaften/Pädagogik. Er gründete 2006 das Pornostudio Priapus.
1992 heiratete Hunt; nach vier Jahren wurde die Ehe 1996 geschieden.
2004 wurde Chad Hunt als einer von 30 bekannten Pornodarstellern vom amerikanischen Fotografen Timothy Greenfield-Sanders in seinem Buch XXX: 30 Porn-Star Portraits und seiner HBO-Dokumentation Thinking XXX porträtiert.

## Filmografie
- The Missing Link. (2001)
- The Missing Link: Director's Cut. (2001)
- The Other Side Of Aspen 5.
- Venegance. (2001)
- Oral Exams. (2002)
- Cockpit 2: Survival of the Fittest. (2002)
- Detention. (2003)
- Encounters 3. (2006)
- Velfet Mafia 1. (2006)
- Velfet Mafia 2. (2006)
- The Bigger the Better. (2007)
- La Dolce Vita. (2007)
- Encounters 4. (2007)

## Auszeichnungen
- 2001: GayVN Awards – Best Threesome – Vengeance mit Erik Martins und Carlos Morales
- 2001: GayVN Awards – Best Group Scene – The Other Side Of Aspen 5
- 2002: Adult Erotic Gay Video Awards – Best Three-Way Sex Scene – Vengeance mit Erik Martins and Carlos Morales
- 2002: Adult Erotic Gay Video Awards – Best Performer (gemeinsam mit Michael Brandon)
- 2002: GayVN Awards – Best Group Scene – Deep South: The Big and the Easy
- 2003: Adult Erotic Gay Video Awards – Best Group Scene – Deep South: The Big and the Easy
- 2003: Adult Erotic Gay Video Awards – Best Supporting Actor – Oral Exams
- 2003: GayVN Awards – Best Oral Scene – Oral Exams
- 2004: Adult Erotic Gay Video Awards – Best Duo Sex Scene – Detention gemeinsam mit Tag Adams
- 2004: Adult Erotic Gay Video Awards – Best Group Scene
- 2004: Adult Erotic Gay Video Awards – Hottest Cock
- 2004: GayVN Awards – Best Sex Scene – gemeinsam mit Tag Adams
- 2004: GayVN Awards – Best Group Scene
- 2006: Adult Erotic Gay Video Awards – Wall Of Fame
- 2007: The WeHo XXX Awards – Best Top – La Dolce Vita